# Бебето
Жозе Роберто Гама де Оливейра, по известен като Бебѐто (на португалски: José Roberto Gama de Oliveira, произнася се по-близко до Жузе Руберту Гама джи Оливейра) е бразилски футболист, нападател. Бебето започва кариерата си през 1983 г. и преминава през отборите „Ботафого“, „Вашко да Гама“ и „Фламенго“ в Бразилия. Продължава да играе в „Депортиво Ла Коруня“ и „Севиля“ в Испания, „Торос Неса“ в Мексико и „Кашима Антлърс“ в Япония. Прекратява състезателната си кариера през 2002 г.
Бебето е играл в три световни първенства – през 1990, 1994 и 1998 г. След гол изразява радостта си, като движи ръцете си, сякаш клати бебе. Този пример се следва от много футболисти и други спортисти, на които им се е родило дете.